# Packera tomentosa
Packera tomentosa là một loài thực vật có hoa trong họ Cúc. Loài này được (Michx.) C.Jeffrey mô tả khoa học đầu tiên năm 1992.